# Paraleyrodes goyabae
Paraleyrodes goyabae là một loài côn trùng cánh nửa trong họ Aleyrodidae, phân họ Aleurodicinae.
Paraleyrodes goyabae được Goeldi miêu tả khoa học đầu tiên năm 1886.